# Bandité na BMX
Bandité na BMX (v anglickém originále BMX Bandits) je australský dobrodružný film z roku 1983. Režisérem filmu je Brian Trenchard-Smith. Hlavní role ve filmu ztvárnili Nicole Kidman, Bryan Marshall, Angelo D’Angelo, James Lugton a David Argue.

## Děj
Po úspěšné bankovní loupeži v Sydney, během níž lupiči nosili prasečí masky a oháněli se brokovnicemi, naplánuje "Šéf" za pár dní další a větší loupež v hodnotě nejméně 1,5 milionu dolarů. Doufá, že se může spolehnout na svou nepříliš schopnou bandu v čele s Whiteym a Knírače a že odvedou svou práci pořádně.
Dva mladí experti na BMX, P.J. a Goose, se seznámí s Judy. Ta o prázdninách pracuje jako sběračka vozíků v obchodním centru Warringah, aby si mohla koupit vlastní kolo BMX. Judy kvůli nim vyhodí z práce, když se nešťastnou náhodou srazí s vozíky, které odstrčí místní "Creep". Všichni tři se vydají do přístavu v člunu Gooseho otce hledat srdcovky, které by mohli prodat, aby si mohli opravit svá vlastní havarovaná kola, a také získat Judy její vlastní kolo. Přitom narazí na krabici s policejními vysílačkami, které chtěli bankovní lupiči použít ke sledování policejního provozu. Krabici ukradnou a při cestě zpět míjejí Whiteyho a Knírače, kteří si pro vysílačky jedou ve svém výkonném motorovém člunu.
Judy, P.J. a Goose prodávají vysílačky dalším dětem v okolí, ale nevědí, že policie z Bayside je pomocí těchto vysílaček také slyší. Trojice také neví, že lupiči vědí, kdo krabičku ukradl, a jsou jim na stopě. 
Poté, co je pozdě v noci Whitey a Knírač zahlédnou a pronásledují přes hřbitov v maskách příšer, se trojici podaří utéct. Druhý den si P.J .a Goose vyzvednou svá nově opravená kola, zatímco Judy si koupí kolo. Další den je Judy chycena Whiteym a Kníračem při shánění druhé vysílačky pro Creep, ale s pomocí P.J. a Goose unikne. Grázlové pronásledují Bandity v komiksové honičce po různých místech v Sydney, včetně nezapomenutelného útěku po tobogánech Manly Waterworks, doplněného o BMX kola.
Trojice je nakonec zatčena, ale podaří se jí uniknout z policejní vazby a s pomocí místních dětí plánují překazit plánovanou loupež výplaty. Pomocí vysílaček bandité určí místo setkání lupičů a poté je přepadnou a zadrží. Šéf, Whitey a Knírač utečou ve stěhovacím autě s Judy jako rukojmí, přičemž P.J. a Goose je pronásledují. Způsobí havárii náklaďáku a brzy přijede policie, která Šéfa, Whiteyho a Knírače zatkne.
Jako poděkování za dopadení lupičů postaví policie dráhu pro BMX. Na jejím slavnostním zahájení získali BMX bandité hlavní ceny.

## Obsazení
| Nicole Kidman   | Judy      |
| Bryan Marshall  | The Boss  |
| Angelo D’Angelo | P.J.      |
| James Lugton    | Goose     |
| David Argue     | Whitey    |
| John Ley        | Moustache |
| Brian Sloman    | The Creep |
| Peter Browne    | policista |